# Acer maximowiczianum
Acer maximowiczianum Miq. è una specie di acero largamente diffuso in Cina (Anhui, Hubei, Hunan, Jiangxi, Sichuan, Zhejiang) e in Giappone (Honshū, Kyūshū, Shikoku).

## Descrizione
È un albero deciduo slanciato, che può raggiungere un'altezza dal suolo anche da 15 a 20 m ma solitamente è più basso. Si tratta di un acero trifoliate come alter specie quali l'Acer triflorum e l'Acer griseum, ma ha una corteccia nerastra diversa da quella sfogliante di entrambe le altre due.
Le foglie hanno un picciolo da 3 a 5 cm e tre foglioline, lunghe da 3 a 6 cm e larghe da 3 a 6 cm, con densa e soffice pubescenza e margini lisci. I duri e orizzontalmente estendentisi frutti sono lunghi da 3,5 a 6 cm e larghi 1,2 cm e hanno le stesse tendenze partenocarpe di quelli dell'A. griseum.

## Tassonomia
Le popolazioni cinesi sono spesso trattate come sottospecie A. maximowiczianum subsp. megalocarpum (Rehder) A.E. Murray, ma ciò non è riconosciuto come distinto da parte di Flora of China.
Molti testi fanno riferimento a questa specie con il sinonimo A. nikoense Maxim., ma siccome Maksimovič ne ha anche citato come sinonimo il nome Negundo nikoense Miq., il suo nome doveva essere visto come il medesimo sotto lo ICBN. Miquel ha sottolineato che il suo Negundo nikoense era in realtà una pianta diversa da quella di cui Maximowicz aveva inteso descrivere e quindi le aveva dato un nuovo nome in onore di Maximowicz.

## Coltivazione
Acer maximowiczianum fu coltivato per la prima volta nel 1881, allorché i semi vennero importati dal vivaio Veitch in Inghilterra, dopo che fu scoperto da Charles Maries nelle foreste dell'Hokkaidō.